# Hans Neurath
Hans Neurath (né à Vienne 29 octobre 1909 et mort le 12 avril 2002 à Seattle) est un biochimiste pionnier en chimie des protéines et  président fondateur du département de biochimie de l'Université de Washington à Seattle.

## Biographie
Hans Neurath obtient son doctorat en 1933 à l'Université de Vienne. Il étudie ensuite à Londres et à l'Université du Minnesota. En 1938, il est nommé professeur à l'Université Duke, puis en 1950 à l'Université de Washington où il met en place un programme de recherches sur la chimie physique des protéines.

## Recherche scientifique
Neurath s’intéressait à de nombreux domaines de la chimie physique des protéines. Il a publié des articles sur la structure et la dénaturation des protéines et a décortiqué les premiers modèles de structures protéiques notamment ceux de William Astbury. Ses recherches se sont principalement concentrées sur les enzymes protéolytiques qui catalysent l’hydrolyse des substrats protéiques, et leur rôle dans la régulation biologique.
Les travaux de Neurath sur les enzymes protéolytiques incluent des études sur la trypsine la carboxypeptidase et la thermolysine (en).

## Publications
Neurath a écrit plus de 400 articles scientifiques. Il a été rédacteur fondateur de deux revues : Biochemistry, qu'il a édité de 1961 à 1991 ; et Protein Science, qu'il a édité de 1991 à 1998. Il a également édité trois volumes de « The Proteins », un ouvrage de référence.

## Activités scientifiques
Neurath a fondé le département de biochimie de l'Université de Washington, à Seattle, dont il a été le président de 1950 à jusqu'à sa retraite en 1975. De ce département sont issus trois lauréats du prix Nobel de physiologie ou médecine, à savoir Edwin G. Krebs, Edmond H. Fischer Martin Rodbell.
Neurath était membre de l'Académie nationale des sciences et de l'Académie américaine des arts et des sciences, et membre étranger de la Société Max-Planck d'Allemagne.
Neurath était également, à temps partiel,  directeur scientifique du Fred Hutchinson Cancer Research Center à Seattle.

## Hommages
La Protein Society décerne un prix Hans-Neurath en reconnaissance d'une « contribution récente d'un mérite inhabituel à la science fondamentale des protéines ».
Les lauréats sont :
- 1998 Ken Dill
- 1999 Peter Kim
- 2000 Janet Thornton
- 2001 Arthur Horwich
- 2002 Ad Bax
- 2003 James Wells
- 2004 Carlos Bustamante
- 2005 Roderick MacKinnon
- 2006 Christopher Dobson
- 2007 Robert T. Sauer
- 2008 Robert Stroud
- 2009 William Eaton
- 2010 Wendell Lim
- 2011 Johannes Buchner
- 2012 Charles L. Brooks III (en)
- 2013 Charles R. Sanders, Jennifer Doudna
- 2014 James H. Hurley
- 2015 Marina Rodnina
- 2016 H. Eric Xu
- 2017 Kazuhiro Nagata
- 2018 David Baker
- 2019 Devarajan Thirumalai
- 2020 Martin Gruebele
- 2021 Toshiya Endo, Amy Rosenzweig
- 2022 Squire Booker
- 2023 Elena Conti
- 2024 David K. Cortez
- 2025 Antonina Roll-Mecak (en)